# George Shaw-Lefevre
George John Shaw-Lefevre, 1. baron Eversley (ur. 12 czerwca 1831, zm. 19 kwietnia 1928) – brytyjski polityk, członek Partii Liberalnej, minister w rządach Williama Ewarta Gladstone’a i lorda Rosebery’ego.
Był jedynym synem sir George’a Shaw-Lefevre’a i Rachel Wright. Wykształcenie odebrał w Eton College oraz w Trinity College na Uniwersytecie Cambridge. W 1874 roku poślubił Contance Moreton, córkę 3. hrabiego Ducie. W roku 1855 rozpoczął praktykę adwokacką, a w 1882 roku został ławnikiem Inner Temple.
W 1859 roku bez powodzenia kandydował w wyborach parlamentarnych z okręgu Winchester. Dopiero w roku 1863 udało mu się uzyskać mandat parlamentarny z okręgu Reading. Od 1885 roku reprezentował okręg wyborczy Bradford Central. W Izbie Gmin zasiadał do 1895 roku.
Pierwszym stanowiskiem, które otrzymał Shaw Lefevre był urząd cywilnego lorda Admiralicji (1866). W latach 1869–1871 był parlamentarnym sekretarzem przy Zarządzie Handlu. W latach 1871–1874 był pierwszym sekretarzem Admiralicji. W latach 1881–1885 był pierwszym komisarzem ds. prac publicznych. W latach 1884–1885 był dodatkowo poczmistrzem generalnym. W latach 1892–1894 ponownie był pierwszym komisarzem ds. prac publicznych. W latach 1894–1895 był przewodniczącym Rady Samorządu Lokalnego.
W 1885 roku został przewodniczącym Królewskiej Komisji ds. Zaginionych na Morzu. W 1897 roku został członkiem rady hrabstwa Londynu. W latach 1878–1879 był prezesem Londyńskiego Towarzystwa Statystycznego. W 1906 roku otrzymał tytuł 1. barona Eversley i zasiadł w Izbie Lordów. Tytuł wygasł wraz z jego śmiercią w roku 1928.